# Savepoint
savepoint是在数据库事务处理中实现“子事务”（subtransaction），也称为嵌套事务的方法。事务可以回滚到savepoint而不影响savepoint创建前的变化。不需要放弃整个事务。 
SQL语言国际标准中，SAVEPOINT name语句声明一个savepoint。ROLLBACK TO SAVEPOINT name语句回滚到savepoint。RELEASE SAVEPOINT name将使得命名的savepoint被放弃，但不影响其他savepoint。ROLLBACK或COMMIT导致所有savepoint被放弃。 
支持savepoint的数据库有：PostgreSQL、Oracle数据库、Microsoft SQL Server、MySQL、DB2、SQLite(从3.6.8)、Firebird、H2数据库、Informix(从11.50xC3)。